# Laurence Olivier Awards 1999
Die 23. Laurence Olivier Awards 1999 wurden von der Society of London Theatre vergeben, um herausragende Theater- und Musicalproduktionen zu würdigen. Ausgezeichnet wurden Produktionen der Theatersaison 1998/99.

## Hintergrund
Der Laurence Olivier Award (auch Olivier Award) ist ein seit 1976 jährlich vergebener britischer Theater- und Musicalpreis. Er gilt als höchste Auszeichnung im britischen Theater und ist vergleichbar mit dem Tony Award am amerikanischen Broadway. Verliehen wird die Auszeichnung von der Society of London Theatre. Ausgezeichnet werden herausragende Darsteller und Produktionen einer Theatersaison, die im Londoner West End zu sehen waren. Die Auszeichnungen hießen zunächst Society of West End Theatre Awards und wurden 1985 zu Ehren des renommierten britischen Schauspielers Laurence Olivier in Laurence Olivier Awards umbenannt. Die Nominierten und Gewinner der Laurence Olivier Awards „werden jedes Jahr von einer Gruppe angesehener Theaterfachleute, Theaterkoryphäen und Mitgliedern des Publikums ausgewählt, die wegen ihrer Leidenschaft für das Londoner Theater“ bekannt sind.

## Gewinner und Nominierte
| Bestes neues Theaterstück | Bestes neues Musical |
| --- | --- |
| - The Weir von Conor McPherson – Royal Court Theatre - Copenhagen von Michael Frayn – National Theatre Cottesloe / Duchess Theatre - The Blue Room von David Hare – Donmar Warehouse - The Unexpected Man von Yasmina Reza – Royal Shakespeare Company im Barbican Centre – The Pit / Duchess Theatre | - Kat and the Kings – Vaudeville Theatre - Rent – Shaftesbury Theatre - Saturday Night Fever – London Palladium - Whistle Down the Wind – Aldwych Theatre |
| Beste neue Comedy | Bestes Entertainment |
| - Cleo, Camping, Emmanuelle and Dick von Terry Johnson – National Theatre Lyttelton - Alarms and Excursions von Michael Frayn – Gielgud Theatre - Love upon the Throne von Patrick Barlow, Martin Duncan und John Ramm – Comedy Theatre - Things We Do for Love von Alan Ayckbourn – Gielgud Theatre / Duchess Theatre | - Do You Come Here Often – Vaudeville Theatre - Much ado about Everything – Playhouse Theatre - Steve Coogan Is the Man Who Thinks He's It – Lyceum Theatre - Shakespeare's Villains: A Masterclass in Evil – Haymarket Lyceum Theatre |
| Beste Wiederaufnahme Musical | |
| - Oklahoma – National Theatre Olivier / Lyceum Theatre - Annie – Victoria Palace Theatre - Into the Woods – Donmar Warehouse - Show Boat – Prince Edward Theatre | |
| Bester Darsteller Theaterstück | Beste Darstellerin Theaterstück |
| - Kevin Spacey als Theodore „Hickey“ Hickman in The Iceman Cometh – Old Vic Theatre - Michael Gambon als Parsky in The Unexpected Man – Royal Shakespeare Company im Barbican Centre – The Pit / Duchess Theatre - Iain Glen in verschiedenen Rollen in The Blue Room – Donmar Warehouse - Jim Norton als Jack in The Weir – Royal Court Theatre - David Suchet als Antonio Salieri in Amadeus – Old Vic Theatre                                                                        | - Eileen Atkins als Woman in The Unexpected Man – Royal Shakespeare Company im Barbican Centre – The Pit / Duchess Theatre - Sinéad Cusack als Mai O'Hara in Our Lady of Sligo – National Theatre Cottesloe - Judi Dench als Filumena Marturano in Filumena – Piccadilly Theatre - Nicole Kidman in verschiedenen Rollen in The Blue Room – Donmar Warehouse - Diana Rigg als Agrippina und Phaedra in Britannicus und Phèdre – Albery Theatre |
| Bester Darsteller Musical | Beste Darstellerin Musical |
| - Jody Abrahams, Loukmaan Adams, Mandisa Bardill, Junaid Booysen, Salie Daniels und Alistair Izobel als Kat Diamond, Bingo, Lucy, Ballie, The Narrator und Magoo in Kat and the Kings – Vaudeville Theatre - Adam Garcia als Tony Manero in Saturday Night Fever – London Palladium - Hugh Jackman als Curly McLain in Oklahoma – National Theatre Olivier / Lyceum Theatre - Clarke Peters als Billy Flynn in Chicago – Adelphi.Theatre                                                | - Sophie Thompson als The Baker's Wife in Into the Woods – Donmar Warehouse - Krysten Cummings als Mimi Márquez in Rent – Shaftesbury Theatre - Maria Friedman als Roxie Hart in Chicago – Adelphi Theatre - Josefina Gabrielle als Laurey Williams in Oklahoma – National Theatre Olivier / Lyceum Theatre |
| Beste Leistung in einer Nebenrolle Theaterstück | Beste Leistung in einer Nebenrolle Musical |
| - Brendan Coyle als Brendan in The Weir – Royal Court Theatre - Emma Fielding als Lady Teazle in The School for Scandal – Royal Shakespeare Company im Barbican Centre - Adam Godley als Kenneth Williams in Cleo, Camping, Emmanuelle and Dick – National Theatre Lyttelton - Michael Sheen als Wolfgang Amadeus Mozart in Amadeus – Old Vic Theatre | - Shuler Hensley als Jud Fry in Oklahoma – National Theatre Olivier / Lyceum Theatre - Wilson Jermaine Heredia als Angel Dumott Schunard in Rent – Shaftesbury Theatre - Jimmy Johnston als Will Parker in Oklahoma – National Theatre Olivier / Lyceum Theatre - Andrew Kennedy als Rooster Hannigan in Annie – Victoria Palace Theatre |
| Bester Regisseur / Beste Regisseurin | Bester Choreograph / Beste Choreographin |
| - Howard Davies für The Iceman Cometh – Old Vic Theatre - Sam Mendes für The Blue Room – Donmar Warehouse - Trevor Nunn für Oklahoma – National Theatre Olivier / Lyceum Theatre - Ian Rickson für The Weir – Royal Court Theatre | - Susan Stroman für Oklahoma – National Theatre Olivier / Lyceum Theatre - Jody Abrahams und Loukmaan Adams für Kat and the Kings – Vaudeville Theatre - Peter Gennaro für Annie – Victoria Palace Theatre - Arlene Philips für Saturday Night Fever – London Palladium |
| Bester Bühnenbildner / Beste Bühnenbildnerin | Bester Kostümdesigner / Beste Kostümdesignerin |
| - Anthony Ward für Oklahoma – National Theatre Olivier / Lyceum Theatre - Maria Björnson für Britannicus und Phèdre – Albery Theatre - William Dudley für Amadeus – Old Vic Theatre und Cleo, Camping, Emmanuelle and Dick – National Theatre Lyttelton - Richard Hoover für Not About Nightingales – National Theatre Cottesloe - Mark Thompson für The Blue Room – Donmar Warehouse und The Unexpected Man – Royal Shakespeare Company im Barbican Centre – The Pit / Duchess Theatre | - William Dudley für Amadeus – Old Vic Theatre und The London Cuckolds – National Theatre Lyttelton - Maria Björnson für Britannicus und Phèdre – Albery Theatre - Bunny Christie für As You Like It – Globe Theatre - Robert Jones für Henry VIII – Royal Shakespeare Company im Young Vic Theatre |
| Bester Lichtdesigner / Beste Lichtdesignerin | |
| - Hugh Vanstone für The Blue Room – Donmar Warehouse und The Unexpected Man – Royal Shakespeare Company im Barbican Centre – The Pit / Duchess Theatre - Paule Constable für Amadeus – Old Vic Theatre und Uncle Vanya – Royal Shakespeare Company im Young Vic Theatre - Mark Henderson für Britannicus und Phèdre – Albery Theatre - David Hersey für Oklahoma – National Theatre Olivier / Lyceum Theatre                                                                            | |
| Herausragende Leistungen Ballett | Beste neue Ballettproduktion |
| - William Forsythe für seine Ballettsaison, Ballett Frankfurt – Sadler's Wells Theatre - Trisha Brown für die Choreographie von L'Orfeo – Barbican Centre - Bill T. Jones für We Set Out Early...Visibility Was Poor – Sadler's Wells Theatre - Twyla Tharp für ihre Ballettsaison – Barbican Centre | - Enemy in the Figure, Ballett Frankfurt – Sadler's Wells Theatre - The Man with a Moustache, City of London Ballet – Sadler's Wells Theatre - Room of Cooks, The Royal Ballet – Sadler's Wells Theatre - We Set Out Early...Visibility Was Poor, Bill T. Jones/Arnie Zane Dance Company – Sadler's Wells Theatre |
| Herausragende Leistungen Oper | Beste neue Opernproduktion |
| - Das Orchester des Royal Opera House für Le nozze di Figaro, The Bartered Bride und The Golden Cockerel - Sandra Ford in The Tales of Hoffmann und Mary Stuart – London Coliseum - René Jacobs als Dirigent von L'Orfeo – Barbican Centre - Andrew Shore in Gianni Schicchi und The Elixir of Love – London Coliseum | - La clemenza di Tito, Welsh National Opera – Shaftesbury Theatre - Boris Godunov, English National Opera – London Coliseum - L'Orfeo, Théâtre Royal de la Monnaie – Barbican Centre - Il trittico, English National Opera – London Coliseum |

## Sonderpreise
| Kategorie                         | Preisträger |
| --------------------------------- | ----------- |
| Sonderpreis der Society of London | Peter Hall  |

## Statistik

### Mehrfache Nominierungen
- 9 Nominierungen: Oklahoma!
- 6 Nominierungen: The Blue Room
- 5 Nominierungen: Amadeus und The Unexpected Man
- 4 Nominierungen: Britannicus, Phèdre und The Weir
- 3 Nominierungen: Annie, Cleo, Camping, Emmanuelle and Dick, Kat and the Kings, L'Orfeo, Rent und Saturday Night Fever
- 2 Nominierungen: Chicago, Into the Woods, The Iceman Cometh und We Set Out Early...Visibility Was Poor

### Mehrfache Gewinne
- 4 Gewinne: Oklahoma!
- 2 Gewinne: Kat and the Kings, The Iceman Cometh, The Unexpected Man und The Weir